# Płynący Obłok
Płynący Obłok – jeden z dwóch największych żaglowców na polskich wodach śródlądowych. Jest dwumasztowym żaglowcem otaklowanym jako szkuner gaflowy urejony. Został zaprojektowany przez Adama Glegołę, tak samo jak dużo starsza brygantyna Biegnąca po falach, zbudowany natomiast został przez Andrzeja Obla.

## Dane techniczne
- armator: Tadeusz Wrzos
- rok budowy: 2005
- konstruktor: Adam Glegoła
- budowniczy: Andrzej Obel
- długość. 11,85 m, z bukszprytem 16,5
- szerokość 3,98 m
- powierzchnia ożaglowania - maksymalnie do 138 m²

## Zobacz też

Inne zdjęcia Płynącego Obłoka
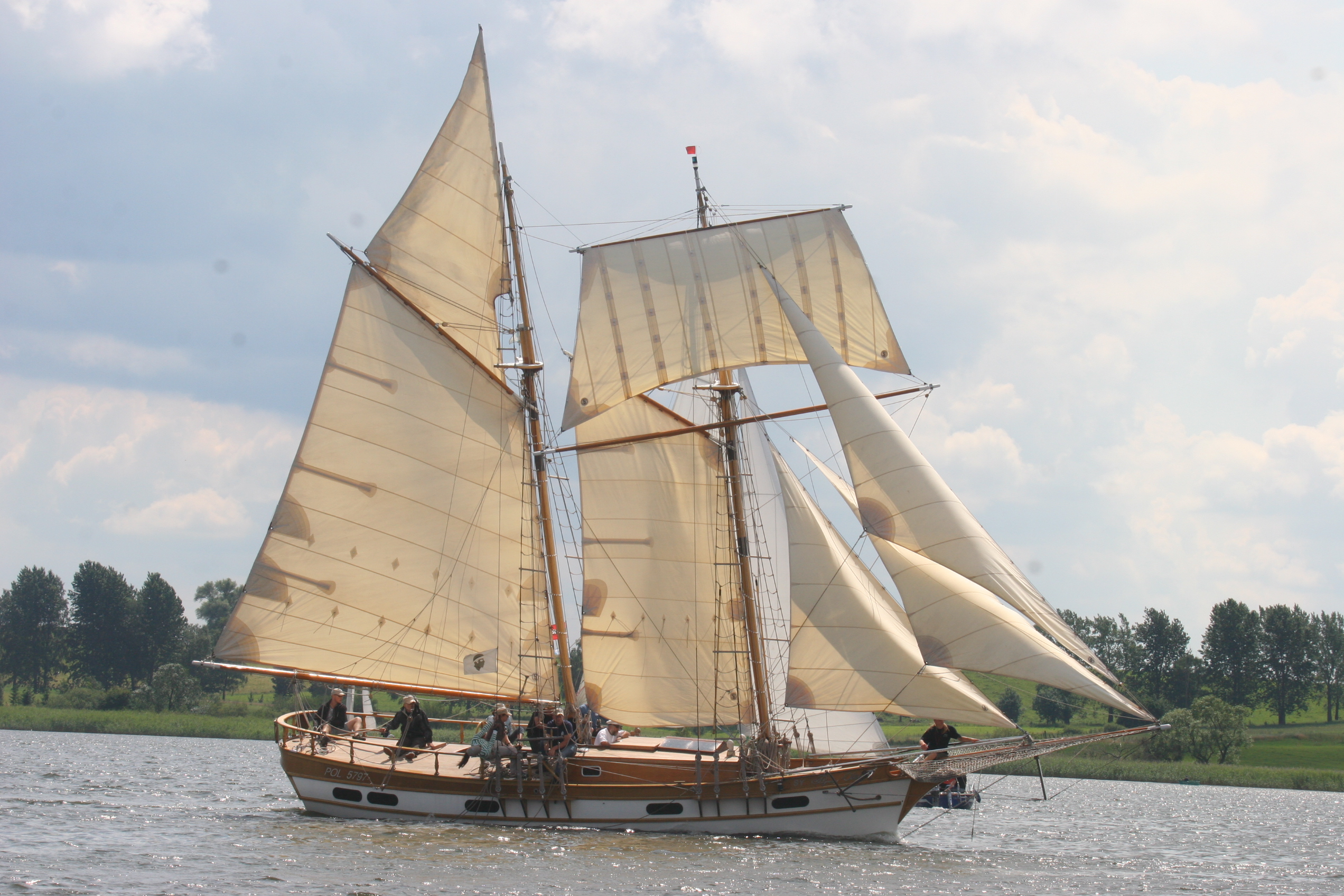
Płynący Obłok na regatach Oldtimerów w Rynie w 2009 roku
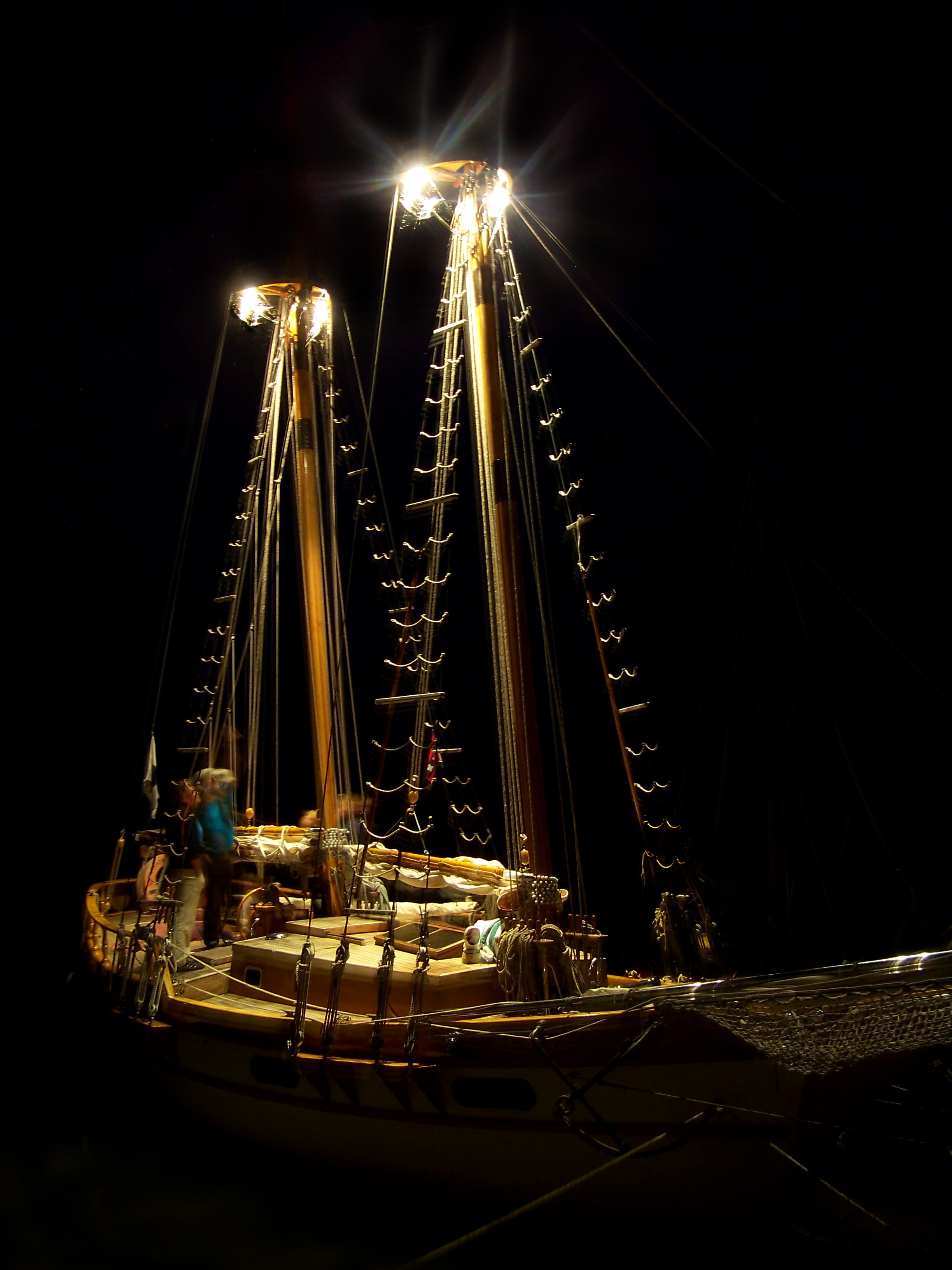
Płynący Obłok – oświetlenie podsalingowe przy polu biwakowym naprzeciwko Wierzby